# Paul Farnes
Pour les articles homonymes, voir Farnes.
 (février 2020).
Paul Farnes, né le 16 juillet 1918 à Boscombe (Royaume-Uni) et mort le 28 janvier 2020 à Chichester (Royaume-Uni), est un pilote britannique de la Royal Air Force pendant la Seconde Guerre mondiale.
Il était le dernier membre survivant des as ayant participé à la bataille d'Angleterre, et le troisième dernier ancien aviateur survivant de la bataille, survécu seulement par Terry Clark (en), qui meurt quatre mois plus tard, et John Hemingway, qui meurt en mars 2025.